# Andinia
Andinia – antysemicka teoria spiskowa, przypisująca Żydom plany utworzenia dla siebie nowego państwa na terytorium Patagonii, należącej do Argentyny i Chile. Teorię tę rozpropagował w 1971 roku skrajnie prawicowy wykładowca z uniwersytetu w Buenos Aires, opierając się częściowo na osiedleńczych planach Żydów z przełomu XIX i XX wieku (oryginalnie nie zawierały one żadnych dążeń państwotwórczych). W roku 1972 ukazały się opisy tego spisku, zawierające hiszpańskie tłumaczenie Protokołów mędrców Syjonu, a w latach 70. około dziesięciu książek objaśniało jak rzekomo naczelny rabin Nowego Jorku, Gordon, wraz z tzw. syjonistyczną międzynarodówką, zamierzał wdrożyć w Argentynie idee zawarte w Protokołach..., tworząc Andinię (w rzeczywistości rabin Gordon nigdy nie istniał).
Wojskowi przywódcy ówczesnej junty rządzącej Argentyną byli przeświadczeni, że działalność argentyńskich grup syjonistycznych to preludium do stworzenia drugiego Izraela, co miało też doprowadzić do III wojny światowej. Aresztowani przez argentyńskie służby bezpieczeństwa Żydzi byli regularnie przesłuchiwani pod kątem ich znajomości planów tworzenia Andinii. Jednym z torturowanych, by zdradził sekrety projektu Andinii, był dziennikarz Jacobo Timerman.